# 山口組三代目 (映画)
『山口組三代目』（やまぐちぐみさんだいめ）は、1973年8月11日に公開された日本の映画。高倉健主演、山下耕作監督。製作は東映京都撮影所、配給は東映。

## 概要
当時の東映社長である岡田茂は『ゴッドファーザー』を見て気に入り、「日本で当てはめるなら山口組だ。これをやるのは自分しかない」と思い立った。そして直接山口組の田岡一雄組長と交渉し、映画化の約束を取りつけて製作したのが本作品である。岡田は田岡とは「兄弟分」と言われるほど昵懇だったため、このような映画の製作が可能だった。結果、『仁義なき戦い』を上回る記録的な大ヒットを飛ばしている。
現役のヤクザの親分を映画にした初めてのケースとされる。

## スタッフ
- 監督：山下耕作
- 助監督：清水彰
- 脚本：村尾昭
- 企画：田岡満、日下部五朗、武久芳三
- 原作：田岡一雄
- 撮影：山岸長樹
- 音楽：木下忠司
- 主題歌：五城影二「男のさだめ」[1]

## 出演
- 田岡一雄：高倉健
- 山口登：丹波哲郎
- 深山ふみ子：松尾嘉代
- 西田幸一：待田京介
- はまゆう：桜町弘子
- 岡精義：山本麟一
- 古川松太郎：水島道太郎
- 神田義太郎：内田朝雄
- 大長政吉：遠藤辰雄
- 深山喜之助：北村英三
- 河内和四郎：田中春男
- 山内：林彰太郎
- 大長一男：小田部通麿
- 前田：須賀不二男
- お多福：汐路章
- 家具屋：岡八郎
- 森川盛之助：田島義文
- 中本虎一：阿波地大輔
- 山口組若衆：北斗学
- 灘波島之助：楠本健二
- 隅谷末吉：有川正治
- ナカ：千原しのぶ
- 山口組若衆：唐沢民賢
- 森三平：野口貴史
- 山口組若衆：国一太郎
- 駒錦：芦田鉄雄
- 坂出敬信：白川浩二郎
- 主任：鈴木康弘
- 山口組若衆：川浪公次郎
- 高並功
- 壮士風の男：大前均
- 劇場支配人：平沢彰
- 寶川：関山耕司
- 力士：原田力
- 山口組若衆：広瀬義宣
- 小田久一：岩尾正隆
- チンピラ：西田良
- 河内サト：東竜子
- 渡辺藤吉：那須伸太朗
- 田尻春吉：笹木俊志
- チンピラ：志茂山高也
- 山田良樹
- 毛利清二
- 田岡の同僚：宮城幸生
- 島田秀雄
- 大城泰
- 小田真士
- 北川俊夫
- 山口組若衆：団巌、青木卓司
- チンピラ：鳥巣哲生
- 堀正夫
- 有島淳平
- 池田謙治
- 福本清三
- 木谷邦臣
- 矢部義章
- 丸平峰子
- 星野美恵子
- 長瀬匠
- 池田義彦
- 山下義明
- 柴葉子
- 横山千恵子
- 佐久間祐子
- 伊藤三郎
- 村居京之輔
- いろは幸太郎：嵐寛寿郎
- チェーストのトヨ：田中邦衛
- 大長八郎：菅原文太

## 製作経緯

### 原作
岡田は徳間康快と親しく、「一緒に映画をやろう」という話になり、小説化から映画化にあたり岡田が徳間を呼ぶと「頼む。これだけは俺にやらしてくれ」と飛びついてきた、「本は徳間書店で出し、映画はウチでやって両方当たった」などと述べている。徳間書店が刊行する『アサヒ芸能』で本映画と同名タイトルで連載されたのはこのためである。後年の稲川聖城の半生記『修羅の群れ』も岡田と徳間でまず小説化を決めたもの。こちらも『アサヒ芸能』で連載された。『修羅の群れ』の方は、岡田が大下英治に本を書かせたが『山口組三代目』の場合は原作者を作家にすると揉める恐れがあるため、原作は田岡の自伝という形にして、実際には『アサヒ芸能』の編集長に書かせた。
映画化に向けての準備は本作の方が『仁義なき戦い』より先に進められており、東映としては3年越しの企画である。1970年に飯干晃一が『山口組三代目』という同名の小説を書いており、1971年1月に東映はこれを映画化しようとしたことがあったが、折りからの広域暴力団一掃の世論に押され製作を中止していた。また田岡も飯干の小説が自身の取材も全くなく、飯干の新聞記者時代のコネを使った警察サイドからの資料だけで書いていることに非常に怒った。また『山口組三代目』というのは固有名詞であり、勝手に本のタイトルに使われたとして、「飯干の原作では映画化はあかん」と話し、映画化に反対した。飯干の小説は本作の原作ではない。こうした経緯でその後も東映は田岡の自伝を映画化すべく周到に準備を進め、田岡一雄の息子・田岡満をプロデューサーにするなどして田岡一雄を説得し、「じゃあ、親父さん、本を書いてください」となって前述のように田岡一雄の自伝が『アサヒ芸能』で連載された原作を映画化したものが本作となる。
製作前は岡田茂社長と俊藤浩滋プロデューサーの確執がピークに達した時期でもあり、多少揉めたが、表面上は手打ちがなされ、仲直りの第1作として製作された。俊藤は田岡の配下である菅谷政雄と盟友で、田岡満も映画企画者として本作から参加したこともあり、現場ではスムーズに撮影が進み、『仁義なき戦い』第1作から第3作（代理戦争）と同じ1973年に公開された。
東映の実録シリーズでは、モデルになった組や名前は、原作では実名でも映画になると名前が変更されるが、田岡本人から「自分の名前で行け」と要請があり、実名で登場している。
実在の暴力団最高幹部をモデルにして、その自伝を美談調に脚色した内容に、まず山口組の地元・兵庫県と姫路市の防犯協会が「暴力を助長する映画」と上映反対を表明し、全国防犯協会連合会も動き出し、「暴力団の最高幹部を礼賛する映画の製作、上映することに断固反対し、撤回してほしい」と映倫に申し入れたが、東映は製作を強行した。関西系の新聞は一社を除き、この映画の記事を黙殺した。何としても商売したい岡田は「組と美空ひばりの付き合いが出てくるようなら、彼女の出演も考えたい」と話した。美空ひばりは出演しなかったが、映画を完成させ、「何故つくらねばならなかったか! 全マスコミの殺気立つ報道の真っ只中、かくてこの問題巨編は完成した」と宣伝惹句を作り、公開日の下に「この日、どんな波乱が...」などとぶち、完全に居直った。この年12月公開を目指して製作中だった『実録安藤組 襲撃篇』も、横井英樹襲撃事件を扱ったため、横井英樹から製作の中止を申し込まれ注目され、東映は「騒がれれば騒がれるほど宣伝になる」と見ていた。

### キャスティング
田岡一雄を演じるのは高倉健。任侠映画でスターとなる以前、高倉は美空ひばりの相手役を多く務め、この関係でひばりの後見人である田岡一雄と知り合いだったとされる。高倉の主役起用を決めた途端、山本健一が常習とばく容疑で兵庫県警から指名手配され、製作を強行すれば当局を刺激するのは必至で、加えて1973年6月4日から始まる日活ロマンポルノ裁判を控えて、当局は日本映画界に対して牽制しているとされたため、本作も延期ないし中止は避けられないと見られた。

本作以降、山口組に関わる映画は田岡満が脚本のチェックを行った。プロデューサーの日下部五朗は田岡一雄の女房役にはポスト藤純子で募集した中村英子を起用した（純子引退記念映画 関東緋桜一家#逸話）。中村はポスト藤純子の中でも最も期待されていた。田岡満に「お母さんの役はこの娘で行きますよ」と紹介したらいつのまにか2人は結婚した。ところが高倉が「新人では夫婦になれん」と言うので松尾嘉代に変更になった。俊藤が「絵ヅラ的に甘い」と交代させたともいわれる。昔から夫人に世話になった経験を持つ古参幹部からは「姐さんの若いころに雰囲気がそっくりや」と評判がよかった。ただ田岡一雄は「きれいすぎるなぁ」と言っていたという。
また田岡一雄自身、自分は任侠をまっすぐ貫いた侠客だと自負していたため、それまでの「実録もの」の監督より「任侠映画時代」の監督がいいだろうと山下耕作が起用された。山下は非常に温厚な人物だった。

### 主題歌
主題歌「男のさだめ」は当初、高倉健が歌う予定だったが、原作を連載していた徳間書店との関係から徳間音工所属で「網走番外地シリーズ」で高倉健の妹の夫役で出演したことのある五城影二が浮かび上がり、スッタモンダの末、高倉が「かわいい弟分のためなら」と泣き、五城が歌うことになった。映画封切り日と同じ1973年8月11日にレコードが発売されている。

### 撮影
1973年6月26日、クランクイン。撮影現場にはヤクザの親分が若い衆を連れてしょっちゅう訪れ、若い衆が撮影所の駐車場の整理をやっていたという。

## 興行成績
実存する組織と組長が実名で登場するという前例のない映画は、宣伝の必要もなく、映画は大ヒットした。岡田社長は「後にも先にも宣伝も何もしないで、あんなバカ当たりした映画はなかった」と述懐している。岡田は「この映画は暴力礼賛映画ではない」と説明したが、実際は田岡一雄組長をヒーローのように仕立てあげており、東映の観客調査の満足度は92%と、観客のほとんどは田岡組長の人間ドラマに感動したというデータが出た。

## 2本で終わった経緯
全国の映画館主からも続編の要望も出て、根っからの活動屋で、儲けのためなら手段を選ばない主義ともいわれた岡田ゆえ、続編の製作は当たり前と思われたが、「商売になるなら何でもやる東映の体質が問題」「儲かれば何をしてもいいという荒っぽさ」、などとマスコミからの猛烈な批判が浴びせられた。さらに新聞記者を大勢集めた前で「『ゴッドファーザー』がアメリカで出来て、日本でなぜ田岡一雄伝をやってはいけないんだ。説明してくれ」などと反論したことにより、さらに批判が増した。布村建元東映教育映画部長は、「岡田茂は真偽不詳虚実混交の風評之有りの人ですが、山口組三代目に片思い的に好かれてしまったように、修羅場になると生き生きする人物」と評している。
続編の製作は岡田社長の判断に委ねることになったが、当時の岡田は若手財界人のやり手として売り込み中でもあり、対応は行き詰った。また『山口組三代目』では芸能界の実名人物は広沢虎造どまりであったが、2部以降になれば美空ひばりがいやでも登場することになる。かとう哲也の再逮捕でイメージが傷ついたひばりが続編を許すはずがなく、一旦は続編をあきらめた。それまで当局はヤクザ映画に対して鷹揚で、昔は京都の太秦交番にピストルを借りに行ったこともあるくらいで、映画製作に関与するようなことはなかったが『山口組三代目』が大ヒットして、タイトルを見てびっくりした警察が、東映の作る実録ヤクザ映画に対してにわかに目を光らせるようになったといわれる。さらに、次回作制作阻止を狙った警察は、プロデューサーを務めていた田岡満を22件もの容疑で逮捕するが、岡田は続編制作を決定。全国防犯協会連合会から、第一部を製作する際、岡田が「山口組の映画は二度と作らない」と約束したと強行に反撥されたため、岡田も折れ、本来、『山口組三代目・襲名篇』と予定したタイトルは、タイトルから"山口組"を外し、『三代目襲名』と自主規制し、翌1974年8月に公開した。
この後、シリーズ三作目にあたる『山口組三代目・激突篇』も、岡田社長が田岡満が社長を務めるジャパン・トレードに原作料、製作協力の名目で約1億円を支払い映画化権を手に入れ、1975年の正月映画第一弾として製作を予定していた。原作料の相場は当時多くても500万円といわれ、1億円という金額は常識外と業界からも疑問視された。これに飯干晃一が「この映画にイチャモンはつけません、という協力に仕方もある」と余計な解説を加えた。警察側は「東映が山口組に金を払って宣伝映画を作っているのではないか」と、これを"金脈"と睨んだ。岡田は「田岡満氏は田岡組長の長男とはいえ組員ではない。ジャパン・トレード社はれっきとした芸能プロ。契約はれっきとした商行為で暴力団の資金源とはもってのほか」と反撥したが、同年11月26日に兵庫県警捜査四課が警視庁応援のもとに東映本社、同関西支社、俊藤浩滋宅、田岡組長宅、ジャパン・トレード、同東京事務所の6か所を一斉捜査し、関係書類等多数を押収した。実際に金を払っていたのは前売券を組に売りつけられていたヤクザの方だと判明すると、今度は商品法違反、東映と暴力団の癒着、資金源に利用されたなど、何かと嫌がらせを続けた。昔はヤクザが映画館に顔パスで入ってくるため、それをさせないために前売券を組に売ったもので、ヤクザの方が金を払った証拠が出て警察も八方塞がりになった。
田岡を「任侠の徒」として描いた『三代目襲名』に対し、山口組への対策を強化し始めていた警察は快く思わず、世間の良識派を挑発するような刺激的なヤクザ映画を連発する東映を「いつか潰してやる」と息巻いていた。警察とすれば潰滅を目標に掲げる山口組の映画が作られたことで面子をなくし、それが2本も作られたことで更に腹が立ち躍起になったといわれる。警察はこれを契機に岡田と田岡の関係を明らかにして岡田を引きずり下ろすことが狙いだった。岡田がムシャクシャした挙句、便所で浮かんだのが1975年に映画化された『県警対組織暴力』という映画のタイトル。山口組のシリーズは当初三部作の予定で、3作目は『山口組三代目・激突篇』として1975年正月の興行を予定していた。PTAから先に反対の声が上がり、警察も動いた。東証一部上場会社が、暴力団との関係で手入れを受けるというのは、あまり例がなく。岡田はこれでは社員にしめしがつかず、また世間を騒がせた責任をとるとして製作を断念、結果的に二部作になった。既に脚本もキャスティングも決まり、ポスターも刷り上がっていたため、製作中止で1億円以上の損害が出た。これは実録路線の実質上の中断を意味し、岡田にとっても大きな黒星となった。同時に岡田は「今後は山口組シリーズは一切作らない」と公表したが、「ヤクザ映画と手を切るのか」という質問に対しては「来年も東映の主流にする。でないとメシが食えませんからね」と話した。代わりに同じ高倉健主演で製作公開されたのが実録ではない任侠映画『日本任侠道 激突篇』である。

## その後
この後も東映は山口組の全国進攻を描いた映画を多数製作するが、山口組を題材にした映画が多く量産出来たのは、田岡一雄の息子・田岡満をスタッフに入れていたためである。『山口組三代目』を製作する際に、岡田東映社長が田岡一雄に「田岡満さんをプロデューサーにして映画を一緒に作らせてほしい」と申し出ていた。田岡がすべての脚本をチェックすることで、映画に取り上げられた組関係者に、「協力はしても反対はするな」と指示を出していたという。

## 同時上映
『夜の歌謡シリーズ なみだ恋』
- 脚本 - 成澤昌茂 / 監督 - 斎藤武市 / 主演 - 中島ゆたか
- 『夜の歌謡シリーズ』第10作。八代亜紀のヒット曲『なみだ恋』を映画化。八代自身も助演。